# George Paget
George Augustus Frederick Paget (16 mars 1818 - 30 juin 1880) est un soldat britannique pendant la guerre de Crimée et prend part à la célèbre Charge de la brigade légère. Il devient plus tard un homme politique whig.

## Biographie
Il est le plus jeune fils de Henry Paget, 1er marquis d'Anglesey et de sa deuxième épouse, Lady Charlotte, fille de Charles Cadogan (1er comte Cadogan).
Paget sert pendant la guerre de Crimée et combat à Alma et à Balaclava sous le commandement du 4th Queen's Own Hussars. Il est fréquemment cité pour ses références aux fiançailles russes à Balaklava, dans la péninsule de Crimée: "Tous les imbéciles des avant-postes, qui ont l’impression d’entendre quelque chose, n’ont qu’à s’affronter, et nous sommes tous, généraux et tous. . . Eh bien, je suppose que 500 fausses alarmes valent mieux qu’une seule surprise ". Cette citation aurait été écrite juste avant que les Russes aient surpris le camp.
En dehors de sa carrière militaire, Paget siège comme député de Beaumaris entre 1847 et 1857. Il est nommé à l'Ordre du Bain en 1870.

## Mariages
Paget épouse en 1854 sa cousine Agnes Charlotte, fille de Sir Arthur Paget (diplomate). Ils ont deux fils. Elle meurt en mars 1858, six jours à peine après la naissance de son enfant. Il épouse en secondes noces Louisa Elizabeth, fille de Charles Fieschi Heneage, en 1861. Paget est décédé en juin 1880 à l'âge de 62 ans. Louisa Elizabeth épousa ensuite Arthur Capell, 6e comte d’Essex, en 1881. Elle est morte en janvier 1914.